# Рассказ (фильм, 2018)
«Рассказ» (англ. The Tale) —  американский драматический телефильм режиссёра и сценаристки Дженнифер Фокс. Роли в картине исполнили Лора Дерн, Эллен Бёрстин, Джейсон Риттер, Элизабет Дебики, Изабель Нелисс, Коммон, Фрэнсис Конрой и Джон Хёрд. Премьера фильма состоялась 26 мая 2018 года на канале HBO

## Сюжет
Мать успешной журналистки Дженнифер находит её ранний рассказ — исповедь 13-летней девочки о своей связи с двумя взрослыми тренерами. Несоответствия между найденными записями и собственными воспоминаниями побуждают Дженнифер разыскать своих давних любовников. Одновременно ей предстоит встреча со своим 13-летним двойником, который разрушит все представления Дженнифер о самой себе.

## В ролях
- Лора Дерн — Дженнифер Фокс, дочь Нетти, невеста Мартина
  - Изабель Нелисс — Дженни Фокс, 13-летняя версия Дженнифер
  - Джессика Сара Флаум — Дженни в возрасте 15 лет
- Эллен Бёрстин — Нетти Фокс, мать Дженнифер
- Джейсон Риттер — Билл, тренер Дженнифер по бегу, возлюбленный миссис Джи
- Элизабет Дебики — миссис Джи, учитель верховой езды Дженнифер, возлюбленная Билла
- Коммон — Мартин, жених Дженнифер
- Фрэнсис Конрой — миссис Джи в старшем возрасте
- Джон Хёрд — Билл в старшем возрасте
- Изабелла Амара — Фрэнни

## Производство
5 мая 2015 года было объявлено, что Лора Дерн, Эллен Бёрстин, Элизабет Дебики и Себастьян Кох получили роли в фильме «Рассказ», снятом и написанном Дженнифер Фокс. Одновременно с этим было объявлено, что съёмки фильма начнутся летом того же года. 14 мая 2016 года было объявлено, что фильм ищет покупателей на Каннском кинофестивале, а к актёрскому составу присоединились Коммон, Джейсон Риттер, Фрэнсис Конрой и Джон Хёрд.

## Релиз
Премьера фильма состоялась на кинофестивале «Сандэнс» 20 января 2018 года, после чего HBO Films приобрели права на дистрибуцию фильма. Фильм вышел 26 мая 2018 года на телеканале HBO.

## Награды и номинации
- 2018 — номинация на Гран-при жюри кинофестиваля «Санденс» в драматической категории.
- 2018 — две номинации на Прайм-таймовую премию «Эмми» за лучший телефильм и за лучшую женскую роль в мини-сериале или телефильме (Лора Дерн).
- 2019 — номинация на премию «Золотой глобус» за лучшую женскую роль в мини-сериале или телефильме (Лора Дерн).
- 2019 — премия «Спутник» за лучший телефильм, а также номинация за лучшую женскую роль в мини-сериале или телефильме (Лора Дерн).
- 2019 — три номинации на премию «Выбор критиков»: лучший телефильм, лучшая женская роль в мини-сериале или телефильме (Лора Дерн), лучшая женская роль второго плана в мини-сериале или телефильме (Эллен Бёрстин).
- 2019 — три номинации на премию «Независимый дух»: лучший дебютный фильм, лучший дебютный сценарий (Дженнифер Фокс), лучший монтаж (Энн Фабини, Алекс Холл, Гэри Леви).